# ناحیه ریپلی، شهرستان براون، ایلینوی
ناحیه ریپلی، شهرستان براون، ایلینوی (به انگلیسی: Ripley Township) یک منطقهٔ مسکونی در ایالات متحده آمریکا است که در شهرستان براون، ایلینوی واقع شده‌است. ناحیه ریپلی ۱۰۲ نفر جمعیت دارد و ۱۷۷ متر بالاتر از سطح دریا واقع شده‌است.